# بيار فيليس رافينا
بيار فيليس رافينا مواليد 1938 (بالإنجليزية: Pierfelice Ravenna)‏ هو عالم نبات تشيلي.